# دانشگاه ناتینگهام
دانشگاه ناتینگهام (به انگلیسی: University of Nottingham) یک دانشگاه تحقیقاتی دولتی در ناتینگهام واقع در میدلندز شرقی انگلستان است که در سال ۱۸۸۱ میلادی بنیان‌نهاده شده‌است. پردیس اصلی این دانشگاه که با ۳۳۰ جریب مساحت در منطقه‌ای سرسبز واقع شده، یکی از جذاب‌ترین پردیس‌های دانشگاهی در میان دانشگاه‌های بریتانیا به‌شمار می‌آید.
پردیس ۳۰ جریبی ژوبیلی یک مایل دورتر از پردیس اصلی دانشگاه واقع شده و میزبان دانشکده‌های مدیریت و امور مالی، علوم کامپیوتر، آموزش، و البته ۷۵۰ محل اسکان دانشجویی است. بر اساس رتبه بندی فرصت‌های اشتغال دانش‌آموختگان در سال ۲۰۱۷ (QS Graduate Employability Rankings)، دانشگاه ناتینگهام جزو ۶۰ دانشگاه برتر جهان در زمینه فرصت های اشتغال دانش‌آموختگان است. دانشگاه ناتینگهام جزو ۱٪ دانشگاه های برتر جهان است و مرتباً در میان ۳۰ موسسه برتر آموزش عالی انگلستان بوده است.
در سال ۲۰۰۶، دانشگاه ناتینگهام از سوی نشریه تحصیلات عالی تایمز (Times Higher Education) به عنوان دانشگاه سال انتخاب شد و همچنین در سال ۲۰۰۹، ۲۰۱۱ و ۲۰۱۲ نیز نامزد همین جایزه گردید.
این دانشگاه به واسطه کیفیت بالای تدریس، موفق به کسب نشان طلا در چارچوب برتری تدریس (TEF) گردید.
بر طبق ارزیابی چارچوب برتری پژوهش (REF) در سال ۲۰۱۴، دانشگاه ناتینگهام از نظر توان پژوهش در رتبه هشتم بریتانیا قرار دارد. بیش از ۹۷٪ پژوهش های دانشگاه در سطح بین‌المللی شناخته شده هستند، به طوری که ۸۰٪ از آنها در سطح پیشتاز جهانی و یا ممتاز بین‌المللی هستند که بالاترین رتبه ممکن است.
بر طبق رتبه‌بندی نشریه تحصیلات عالی تایمز این دانشگاه جزء ۱۵ دانشگاه برتر جهان است که کارفرمایان پذیرای فارغ‌التحصیلان آن هستند.